# Snowville
Snowville és una població dels Estats Units a l'estat de Utah. Segons el cens del 2000 tenia 177 habitants.

## Demografia
Segons el cens del 2000, Snowville tenia 177 habitants, 59 habitatges, i 46 famílies. La densitat de població era de 44,7 habitants per km².
Dels 59 habitatges en un 47,5% hi vivien nens de menys de 18 anys, en un 62,7% hi vivien parelles casades, en un 10,2% dones solteres, i en un 22% no eren unitats familiars. En el 20,3% dels habitatges hi vivien persones soles el 10,2% de les quals corresponia a persones de 65 anys o més que vivien soles. El nombre mitjà de persones vivint en cada habitatge era de 3 i el nombre mitjà de persones que vivien en cada família era de 3,52.
Per edats la població es repartia de la següent manera: un 29,9% tenia menys de 18 anys, un 15,3% entre 18 i 24, un 24,3% entre 25 i 44, un 20,3% de 45 a 60 i un 10,2% 65 anys o més.
L'edat mediana era de 28 anys. Per cada 100 dones de 18 o més anys hi havia 96,8 homes.
La renda mediana per habitatge era de 24.375 $ i la renda mediana per família de 35.750 $. Els homes tenien una renda mediana de 36.250 $ mentre que les dones 35.250 $. La renda per capita de la població era de 13.604 $. Cap de les famílies i el 4,8% de la població estaven per davall del llindar de pobresa.

## Poblacions més properes
El següent diagrama mostra les poblacions més properes.